# Spadochroniarstwo na Światowych Wojskowych Igrzyskach Sportowych 2019
Spadochroniarstwo na 7. Światowych Wojskowych Igrzyskach Sportowych – zawody dla sportowców-żołnierzy zorganizowane przez Międzynarodową Radę Sportu Wojskowego, które odbyły się na obiektach Parachuting Venue at Wuhan Hannan General Airport w chińskim Wuhanie w dniach 18–25 października 2019 roku podczas światowych igrzysk wojskowych. Najwięcej medali zdobyli reprezentanci Chin 17 (w tym 11 złote, 5 srebrne i 1 brązowy).
W chińskim Wuhan startował 12-osobowy polski zespół: 5 zawodniczek (Monika Bekhit, Irena Paczek-Krawczak, Iwona Raczkiewicz, Ewa Wesołowska, Agnieszka Wiesner) i 7 zawodników (Piotr Błażewicz, Rafał Filus, Wojciech Gruszczyński, Piotr Kut, Jakub Mróz, Tomasz Podstawka, Rafał Zgierski). Polacy rywalizowali w skokach na celność lądowania, akrobacji indywidualnej i zespołowej.

## Harmonogram
| Październik 2019  | 18 Pt | 19 So | 20 Nd | 21 Pn | 22 Wt | 23 Śr | 24 Cz | 25 Pt | 26 So | 27 Nd |
| ----------------- | ----- | ----- | ----- | ----- | ----- | ----- | ----- | ----- | ----- | ----- |
| Spadochroniarstwo |       |       |       | 1     | 2     | 6     | 5     | 4     |       |       |

Legenda
|  | Eliminacje |  | Dzień rezerwowy | 1 | Finał (ilość) |

## Konkurencje
Konkurencje indywidualne były rozgrywane również w klasie tzw Junior (kobiet i mężczyzn).

### Kobiety
- indywidualnie – akrobacja, celność lądowania, spadochron sportowy
- drużynowo – celność lądowania, spadochron sportowy, formacja Skydive

### Mężczyźni
- indywidualnie – akrobacja, celność lądowania, spadochron sportowy
- drużynowo – celność lądowania drużynowo, spadochron sportowy, formacja Skydive

## Medaliści

### Kobiety
| Konkurencje:                 | Złoto                                                                | Srebro                                                                                              | Brąz                                                                                                   |
| indywidualne                 |                                                                      | | |
| Akrobacja                    | Xing Yaping · Chiny                                                  | Elena Tuszewa · Rosja                                                                               | Leocadie Ollivier de Pury · Francja                                                                    |
| Celność lądowania            | Xing Yaping · Chiny                                                  | Elena Tuszewa · Rosja                                                                               | Natalia Nikiciuk · Białoruś                                                                            |
| Spadochron sportowy          | Xing Yaping · Chiny                                                  | Eugenia Furman · Rosja                                                                              | Olga Krawczenko · Rosja                                                                                |
| Akrobacja – junior           | Xing Yaping · Chiny                                                  | Maria Elkina · Rosja                                                                                | Kseniia Fominykh · Rosja                                                                               |
| Celność lądowania – junior   | Xing Yaping · Chiny                                                  | Yang Mei · Chiny                                                                                    | Maria Elkina · Rosja                                                                                   |
| Spadochron sportowy – junior | Xing Yaping · Chiny                                                  | Maria Elkina · Rosja                                                                                | Kseniia Fominykh · Rosja                                                                               |
| drużynowe                    |                                                                      | | |
| Celność lądowania            | Chiny · Liu Siwei · Miao Mengyi · Wang Ping · Xiao Yao · Xing Yaping | Rosja · Elena Laktionowa · Eugenia Furman · Olga Krawczenko · Taisia Kriwoszczekowa · Elena Tuszewa | Białoruś · Tatiana Naliwajka · Natalia Nikiciuk · Darja Szastakowicz · Julia Fiodarow · Waleria Kotawa |
| Spadochron sportowy          | Chiny ·                                                              | Rosja ·                                                                                             | Francja ·                                                                                              |
| Formacja Skydive             | Maroko ·                                                             | Chiny ·                                                                                             | Rosja ·                                                                                                |

### Mężczyźni
| Konkurencje:                 | Złoto                                                                                   | Srebro | Brąz                                                                  |
| indywidualne                 |                                                                                         | |                                                                       |
| Akrobacja                    | Stefan Wiesner · Niemcy                                                                 | Elischa Weber · Niemcy | Oldrich Sorf · Czechy                                                 |
| Celność lądowania            | Ahmadreza Safaeinejad · Iran                                                            | Bernhard Wansch · Austria                                                                                                 | Francisco Quiero · Chile                                              |
| Spadochron sportowy          | Elischa Weber · Niemcy                                                                  | Libor Jirousek · Czechy                                                                                                   | Aleksej Bykow · Rosja                                                 |
| Akrobacja – junior           | Yu Ruilong · Chiny                                                                      | Gao Tianbo · Chiny | Petr Chladek · Czechy                                                 |
| Celność lądowania – junior   | Zhang Zuole · Chiny                                                                     | Yu Ruilong · Chiny | Petr Chladek · Czechy                                                 |
| Spadochron sportowy – junior | Gao Tianbo · Chiny                                                                      | Yu Ruilong · Chiny | Petr Chladek · Czechy                                                 |
| drużynowe                    |                                                                                         | |                                                                       |
| Celność lądowania            | Czechy · Libor Jirousek · Jakub Pavlicek · Miloslav Kriz · Bonifac Hajek · Oldrich Sorf | Niemcy · Christoph Patrik David Zahler · Elischa Weber · Christian Andreas Kautzmann · Kai Stefan Erthel · Stefan Wiesner | Chiny · Li Jialin · Lu Shanmao · Zhang Zuolei · Gao Tianbo · Yang Xin |
| Spadochron sportowy          | Niemcy ·                                                                                | Czechy · | Rosja ·                                                               |
| Formacja Skydive             | Belgia ·                                                                                | Katar · | Szwajcaria ·                                                          |

## Klasyfikacja medalowa
* Organizator zawodów został zaznaczony tym kolorem, Polskę oznaczono tekstem pogrubionym.
|                    |                    |                    |                    |    |    |    |    |   |   |   |   |   |   |
| 1                  | Chiny *            | 11                 | 5                  | 1  | 17 | 3  | 3  | 1 | 8 | 2 | 0 |   |   |
| 2                  | Niemcy             | 3                  | 2                  | 0  | 5  | 3  | 2  | 0 | 0 | 0 | 0 |   |   |
| 3                  | Czechy             | 1                  | 2                  | 4  | 7  | 1  | 2  | 4 | 0 | 0 | 0 |   |   |
| 4                  | Belgia             | 1                  | 0                  | 0  | 1  | 1  | 0  | 0 | 0 | 0 | 0 |   |   |
| 4                  | Iran               | 1                  | 0                  | 0  | 1  | 1  | 0  | 0 | 0 | 0 | 0 |   |   |
| 4                  | Maroko             | 1                  | 0                  | 0  | 1  | 0  | 0  | 0 | 1 | 0 | 0 |   |   |
| 7                  | Rosja              | 0                  | 7                  | 7  | 14 | 0  | 0  | 2 | 0 | 7 | 5 |   |   |
| 8                  | Austria            | 0                  | 1                  | 0  | 1  | 0  | 1  | 0 | 0 | 0 | 0 |   |   |
| 8                  | Katar              | 0                  | 1                  | 0  | 1  | 0  | 1  | 0 | 0 | 0 | 0 |   |   |
| 10                 | Białoruś           | 0                  | 0                  | 2  | 2  | 0  | 0  | 0 | 0 | 0 | 2 |   |   |
| 10                 | Francja            | 0                  | 0                  | 2  | 2  | 0  | 0  | 0 | 0 | 0 | 2 |   |   |
| 12                 | Chile              | 0                  | 0                  | 1  | 1  | 0  | 0  | 1 | 0 | 0 | 0 |   |   |
| 12                 | Szwajcaria         | 0                  | 0                  | 1  | 1  | 0  | 0  | 1 | 0 | 0 | 0 |   |   |
| Ogółem (13 państw) | Ogółem (13 państw) | Ogółem (13 państw) | Ogółem (13 państw) | 18 | 18 | 18 | 54 | 9 | 9 | 9 | 9 | 9 | 9 |

Źródło: